# Cati Solivellas
Catalina Solivellas Rotger, conocida artísticamente como Cati Solivellas (Palma, 28 de noviembre de 1967) es una actriz española. De 2019 a 2023 ha sido directora general de Cultura del Gobierno balear que presidía Francina Armengol.

## Biografía
Debutó en los escenarios en 1986 en el Teatro Principal de Palma con La casa holgana-Las carnestolendas (1986), de Calderón de la Barca. Simultaneó los escenarios con los estudios. En 1992 se licenció en interpretación en el Instituto del Teatro de Barcelona y en 2010 se doctoró en artes escénicas por la Universidad Autónoma de Barcelona.
Debutó en televisión en 1991 con el programa concurso Locos por la tele dirigido por Ferran Rañé. En 1992 entró a formar parte del grupo teatral La Cubana, con el que participó en los montajes Cubana Marathon Dancing (1992) y Cegada de amor (1994). En 1999 dejó la Cubana y continuó en otros montajes teatrales. Durante la década del 2000 actuó en conocidas series de televisión,  La memoria de los Caracoles, El corazón de la ciudad  y La Riera  de TV3,  Cuéntame como pasó, Hospital Central.
En cine ha aparecido en pequeños papeles en El hombre navarro va a la luna (1992), de Josep M. Aixalà y Marcel·lí Antúnez, El mar (1999), de Agustí Villaronga o Tardes con Gaudí (2000), de Susan Seidelman. En 2011 trabajó en Los niños salvajes de Patrícia Ferreira por el que fue nominada al Goya a la mejor actriz revelación y al premio equivalente del Círculo de Escritores Cinematográficos . Poco después se le diagnosticó un cáncer, pero siguió trabajando en teatro.
En 2018 fue la encargada de realizar el pregón de las fiestas de San Sebastián en Palma, en la que defendió el teatro y denunció la precariedad laboral de los actores y actrices que trabajan Palma.
En las Elecciones al Parlamento de las Islas Baleares de 2019 apoyó la candidatura de Francina Armengol. En julio de 2019 fue nombrada delegada de Cultura del Gobierno de las Islas Baleares.

## Teatro
- 1987 : El avaro de Molière, dirigido por Pere Noguera. Auditorio de Palma (Sala Magna).
- 1991 : Foc colgat de Alexandre Ballester, dirigido por Pep Tosar. Teatro Principal de Palma.
- 1994 : Cegada de amor del grupo La Cubana. Teatro Tívoli de Barcelona.
- 2001: Diner negre de Ray Cooney dirigido por Pep Pla. Teatro Borràs de Barcelona.
- 2002 : La cena de los idiotas de Francis Veber dirigida por Paco Mir. Teatro Poliorama.
- 2004 : Dinamita en el teatro de El Tricicle . Teatro Victoria de Barcelona.
- 2010 : Molts records per a Ivanov de Pep Tosar y Albert Tola . Círcol Maldà de Barcelona.
- 2012 : Noies de calendari de Tim Firth dirigido por Antonio Calvo. Teatro Poliorama de Barcelona.
- 2015 : Quan venia l'esquadra, de Xesca Enseñado.

## Televisión
- Quico (1993)
- La memoria de los Caracoles (1999)
- Cuéntame como pasó (2002)
- Jet Lag (2002)
- Dinamita (2003)
- Hospital Central (2006)
- El cor de la ciutat (2005)
- La Riera (2012)

## Cine
- 30 Años y un Día. Dr. Lluis Casasayas (1991)
- Retrats. Dir. Aixalá y Marcel.lí Antúnez (1992)
- El Hombre Navarro va a la Luna. Dir. Aixalá y Carceli Antúnezo
- Tardes con Gaudí Dra. Susan Seidelman (2000)
- Anita no pierde el tren (2001)
- Los niños salvajes (2012)